# Sicherheitshalber
Sicherheitshalber ist ein deutschsprachiger Podcast zur deutschen, europäischen und weltweiten sicherheitspolitischen Lage. Aufgenommen und produziert wird der Podcast von Ulrike Franke, Carlo Masala, Frank Sauer und Thomas Wiegold.

## Geschichte und Produktion
Die erste Folge des Podcasts wurde am 19. Juli 2018 veröffentlicht. Franke, Masala, Sauer und Wiegold wollten damit die sicherheits- und verteidigungspolitische Debatte in Deutschland fördern, nachdem sie einen Mangel an deutschsprachigen Podcasts zu diesen Themen festgestellt hatten. Seit Folge 43 wird die Postproduktion der Folgen durch Fanny Bindeki unterstützt.
Die Folgen sind in der Regel 60 bis 90 Minuten lang, erscheinen grundsätzlich etwa alle drei Wochen und behandeln meist zwei Hauptthemen. Nach einem Fazit verweisen die Produzenten auf weitere aktuelle Themen unter dem Schlagwort „Sicherheitshinweise“.
Bisherige Themen waren unter anderem:
- Kampfdrohnen
- Nukleare Teilhabe
- neue und zukünftige Waffensysteme, wie Hyperschallwaffen und autonome Waffensysteme und deren Einfluss auf die Sicherheitspolitik
- NATO
- aktuelle Konflikte wie der russische Überfall auf die Ukraine 2022
- Bundeswehr
- Europäische Sicherheits- und Verteidigungspolitik
- Rüstungskontrolle und die Beendigung von Rüstungskontrollverträgen, wie zum Beispiel dem INF-Vertrag

Zu Themen, bei denen keine eigene Expertise vorhanden ist, sind Fachleute zu Gast. Daneben gibt es Spezialfolgen, zum Beispiel zur Münchner Sicherheitskonferenz.
Die einzelnen Folgen erreichten bis 2022 auf Soundcloud meist zwischen 20.000 und 25.000 Abrufe und seit dem Beginn des Ukrainekrieges bis zu 80.000. Hinzu kommen weitere Abrufe über Spotify, Deezer und itunes.

## Live-Shows
Die erste Live-Show des Podcasts fand am 23. Januar 2020 in der Urania in Berlin statt und wurde als Folge 22 veröffentlicht. Am 14. Dezember 2020 wurde eine Spezialfolge zu den Themen UFOs und Kriegsfilme live gesendet. Die Live-Folge wurde nicht aufgezeichnet. Am 20. Juli 2022 wurde eine Spezialfolge zum Anlass des vierten Geburtstags live übertragen. Gäste waren die Grünen-Politikerin Agnieszka Brugger und der FAZ-Journalist Andreas Krobok. 
Eine weitere Live-Show fand am 13. Oktober 2022 in der Israelitischen Kultusgemeinde München mit 450 Gästen statt. Thema waren die geopolitischen Implikationen des russischen Kriegs gegen die Ukraine. Die Folge wurde vom Fernsehsender Phoenix aufgezeichnet. Unter dem Titel „Wenn die Waffen endlich schweigen - Wege zu einem stabilen Frieden in Europa“ fand in Berlin am 13. April 2023 vor ca. 700 Gästen in der Akademie der Künste eine weitere Live-Show statt. Auch diese wurde vom Fernsehsender Phoenix aufgezeichnet.
Weitere Live-Shows gab es zum Geburtstag des Podcast am 19. Juli 2023 über einen Twitter-Space und bei der Verleihung des Karl-Carstens-Preis im historischen Saal Bundesakademie für Sicherheitspolitik am 27. Oktober 2023.

## Auszeichnungen
Der Podcast war 2020 für den Grimme Online Award in der Kategorie „Information“ nominiert. Sicherheitshalber schaffe es, „die Inhalte zwischen der Lage in Afghanistan, den geopolitischen Implikationen des Mobilfunkstandards 5G und der Militarisierung des Weltraums auch für Laien verständlich und interessant zu machen“, so die Jury.
2023 wurde der Podcast mit dem Goldenen Blogger in der Kategorie Podcast ausgezeichnet und dem Karl-Carstens-Preis für sicherheitspolitische Kommunikation des Freundeskreises der  Bundesakademie für Sicherheitspolitik.